# Campeonato Mundial de Atletismo de 2017 - Maratona masculina
A competição da maratona masculina no Campeonato Mundial de Atletismo de 2017 foi realizada nas ruas de Londres no dia 6 de agosto. O vencedor foi o queniano Geoffrey Kirui. 

## Recordes
Antes da competição, os recordes eram os seguintes:
| Recorde mundial                               | Dennis Kimetto (KEN)        | 2:02:57 | Berlim, Alemanha        | 28 de setembro de 2014  |
| Recorde do campeonato                         | Abel Kirui (KEN)            | 2:06:54 | Berlim, Alemanha        | 22 de agosto de 2009    |
| Recorde do ano                                | Wilson Kiprotich (KEN)      | 2:03:58 | Tóquio, Japão           | 26 de fevereiro de 2017 |
| Recorde da África                             | Dennis Kimetto (KEN)        | 2:02:57 | Berlim, Alemanha        | 28 de setembro de 2014  |
| Recorde da Ásia                               | Toshinari Takaoka (JPN)     | 2:06:16 | Chicago, Estados Unidos | 13 de outubro de 2002   |
| Recorde da América do Norte, Central e Caribe | Khalid Khannouchi (USA)     | 2:05:38 | Londres, Inglaterra     | 14 de abril de 2002     |
| Recorde da América do Sul                     | Ronaldo da Costa (BRA)      | 2:06:05 | Berlim, Alemanha        | 20 de setembro de 1998  |
| Recorde da Europa                             | Benoit Zwierzchiewski (FRA) | 2:06:36 | Paris, França           | 6 de abril de 2003      |
| Recorde da Oceania                            | Robert de Castella (AUS)    | 2:07:51 | Boston, Estados Unidos  | 21 de abril de 1986     |

## Medalhistas
| Ouro                | Prata              | Bronze               |
| Geoffrey Kiru (KEN) | Tamirat Tola (ETH) | Alphonce Simbu (TAN) |

## Tempo de qualificação
| Tempo de qualificação |
| --------------------- |
| 2:19:00               |

## Calendário
| Data                | Horário | Fase  |
| ------------------- | ------- | ----- |
| 6 de agosto de 2017 | 10:55   | Final |

Todos os horários estão no horário local (UTC+1)

## Resultados

### Final
| Pos.              | Nome                      | Nacionalidade   | Tempo           | Notas                |
| ----------------- | ------------------------- | --------------- | --------------- | -------------------- |
| Medalha de ouro   | Geoffrey Kirui            | Quênia          | 2 h 08 min 27 s | Recorde da temporada |
| Medalha de prata  | Tamirat Tola              | Etiópia         | 2 h 09 min 49 s |                      |
| Medalha de bronze | Alphonce Simbu            | Tanzânia        | 2 h 09 min 51 s |                      |
| 4                 | Callum Hawkins            | Grã-Bretanha    | 2 h 10 min 17 s | Recorde pessoal      |
| 5                 | Daniele Meucci            | Itália          | 2 h 10 min 56 s | Recorde pessoal      |
| 6                 | Gideon Kipketer           | Quênia          | 2 h 10 min 56 s | [ 3 ]                |
| 7                 | Yohanes Ghebregergis      | Eritreia        | 2 h 12 min 07 s |                      |
| 8                 | Daniel Wanjiru            | Quênia          | 2 h 12 min 16 s |                      |
| 9                 | Yuki Kawauchi             | Japão           | 2 h 12 min 19 s |                      |
| 10                | Kentaro Nakamoto          | Japão           | 2 h 12 min 41 s |                      |
| 11                | Solomon Mutai             | Uganda          | 2 h 13 min 29 s |                      |
| 12                | Ezekiel Jafary            | Tanzânia        | 2 h 14 min 05 s |                      |
| 13                | Abdi Hakin Ulad           | Dinamarca       | 2 h 14 min 22 s | Recorde da temporada |
| 14                | Kaan Kigen Özbilen        | Turquia         | 2 h 14 min 29 s | Recorde da temporada |
| 15                | Shumi Dechasa             | Bahamas         | 2 h 15 min 08 s | Recorde da temporada |
| 16                | Elkanah Kibet             | Estados Unidos  | 2 h 15 min 14 s |                      |
| 17                | Javier Guerra             | Espanha         | 2 h 15 min 22 s |                      |
| 18                | Ihor Olefirenko           | Ucrânia         | 2 h 15 min 34 s | Recorde da temporada |
| 19                | Tsegaye Mekonnen          | Etiópia         | 2 h 15 min 36 s |                      |
| 20                | Ernesto Andrés Zamora     | Uruguai         | 2 h 16 min 00 s | Recorde pessoal      |
| 21                | Desmond Mokgobu           | África do Sul   | 2 h 16 min 14 s |                      |
| 22                | Mick Clohisey             | Irlanda         | 2 h 16 min 21 s | Recorde da temporada |
| 23                | Valentin Pfeil            | Austrália       | 2 h 16 min 28 s |                      |
| 24                | Remigijus Kančys          | Lituânia        | 2 h 16 min 34 s |                      |
| 25                | Derlys Ayala              | Paraguai        | 2 h 16 min 37 s | Recorde da temporada |
| 26                | Hiroto Inoue              | Japão           | 2 h 16 min 54 s |                      |
| 27                | Ihor Russ                 | Ucrânia         | 2 h 17 min 01 s | Recorde da temporada |
| 28                | Thonakal Gopi             | Índia           | 2 h 17 min 13 s |                      |
| 29                | Mert Girmalegesse         | Turquia         | 2 h 17 min 36 s |                      |
| 30                | Mohamed Reda El Aaraby    | Marrocos        | 2 h 17 min 50 s |                      |
| 31                | Andrew Davies             | Grã-Bretanha    | 2 h 17 min 59 s |                      |
| 32                | Mikael Ekvall             | Suécia          | 2 h 18 min 12 s | Recorde da temporada |
| 33                | Pardon Ndhlovu            | Zimbabwe        | 2 h 18 min 37 s | Recorde da temporada |
| 34                | Munkhbayar Narandulam     | Mónaco          | 2 h 18 min 42 s | Recorde pessoal      |
| 35                | Namupala Reonard          | Namíbia         | 2 h 18 min 51 s | Recorde da temporada |
| 36                | Yuriy Rusyuk              | Ucrânia         | 2 h 18 min 54 s | Recorde da temporada |
| 37                | Paulus Iiyambo            | Namíbia         | 2 h 19 min 45 s |                      |
| 38                | Stephno Gwandu Huche      | Tanzânia        | 2 h 20 min 05 s |                      |
| 39                | Josh Griffiths            | Grã-Bretanha    | 2 h 20 min 06 s |                      |
| 40                | Tiidrek Nurme             | Estónia         | 2 h 20 min 41 s | Recorde da temporada |
| 41                | Ghebrezgiabhier Kibrom    | Eritreia        | 2 h 21 min 22 s |                      |
| 42                | Bobby Curtis              | Estados Unidos  | 2 h 21 min 22 s | Recorde da temporada |
| 43                | Robert Chemonges          | Uganda          | 2 h 21 min 24 s |                      |
| 44                | Happy Ndacha Mchelenje    | Malásia         | 2 h 21 min 39 s | Recorde pessoal      |
| 45                | Jack Colreavy             | Austrália       | 2 h 21 min 44 s |                      |
| 46                | Byambajav Tseveenravdan   | Mónaco          | 2 h 21 min 48 s |                      |
| 47                | Millen Matende            | Zimbabwe        | 2 h 21 min 52 s | Recorde da temporada |
| 48                | Ser-Od Bat-Ochir          | Mónaco          | 2 h 21 min 55 s |                      |
| 49                | Leslie Encina             | Chile           | 2 h 22 min 10 s |                      |
| 50                | Hassan Chani              | Bahamas         | 2 h 22 min 19 s |                      |
| 51                | Ignas Brasevičius         | Lituânia        | 2 h 22 min 20 s | Recorde da temporada |
| 52                | David Nilsson             | Suécia          | 2 h 22 min 53 s |                      |
| 53                | Roman Fosti               | Estónia         | 2 h 23 min 28 s | Recorde da temporada |
| 54                | Thomas Toth               | Canadá          | 2 h 23 min 47 s |                      |
| 55                | Manuel Cabrera            | Chile           | 2 h 24 min 08 s |                      |
| 56                | Daviti Kharazishvili      | Geórgia         | 2 h 24 min 24 s |                      |
| 57                | Segundo Jami              | Equador         | 2 h 24 min 28 s |                      |
| 58                | José Amado García         | Guatemala       | 2 h 25 min 03 s |                      |
| 59                | Hyosu Kim                 | Coreia do Sul   | 2 h 25 min 08 s |                      |
| 60                | Brad Milosevic            | Austrália       | 2 h 25 min 14 s |                      |
| 61                | David Carver              | Ilhas Maurícias | 2 h 25 min 45 s | Recorde da temporada |
| 62                | Girmaw Amare              | Israel          | 2 h 26 min 37 s |                      |
| 63                | Sean Hehir                | Irlanda         | 2 h 27 min 33 s |                      |
| 64                | Seungyeop Yu              | Coreia do Sul   | 2 h 29 min 06 s |                      |
| 65                | Kwangsik Shin             | Coreia do Sul   | 2 h 29 min 52 s |                      |
| 66                | Rok Puhar                 | Eslovênia       | 2 h 33 min 12 s |                      |
| 67                | Juan Carlos Trujillo      | Guatemala       | 2 h 33 min 42 s | Recorde da temporada |
| 68                | Luis Alberto Orta         | Venezuela       | 2 h 33 min 42 s | Recorde da temporada |
| 69                | Luis Carlos Rivero        | Guatemala       | 2 h 41 min 39 s |                      |
| 70                | Ricardo Ramos             | México          | 2 h 41 min 50 s | Recorde da temporada |
| 71                | Abraham Niyonkuru         | Burquina Fasso  | 2 h 42 min 27 s |                      |
|                   | Sibusiso Nzima            | África do Sul   | DNF             |                      |
|                   | Mariano Mastromarino      | Argentina       | DNF             |                      |
|                   | Josh Harris               | Austrália       | DNF             |                      |
|                   | Abdelhadi El Hachimi      | Bélgica         | DNF             |                      |
|                   | Eric Gillis               | Canadá          | DNF             |                      |
|                   | Enzo Yáñez                | Chile           | DNF             |                      |
|                   | Amanuel Mesel             | Eritreia        | DNF             |                      |
|                   | Iván Fernández            | Espanha         | DNF             |                      |
|                   | Ayad Lamdassem            | Espanha         | DNF             |                      |
|                   | Augustus Maiyo            | Estados Unidos  | DNF             |                      |
|                   | Yemane Tsegay             | Etiópia         | DNF             |                      |
|                   | Maru Teferi               | Israel          | DNF             |                      |
|                   | Stefano La Rosa           | Itália          | DNF             |                      |
|                   | Valērijs Žolnerovičs      | Letônia         | DNF             |                      |
|                   | Tsepo Mathibelle          | Lesoto          | DNF             |                      |
|                   | Lebenya Nkoka             | Lesoto          | DNF             |                      |
|                   | Bhumiraj Rai              | Nepal           | DNF             |                      |
|                   | Jorge Castelblanco        | Panamá          | DNF             |                      |
|                   | Jean-Pierre Castro        | Peru            | DNF             |                      |
|                   | Raúl Machacuay            | Peru            | DNF             |                      |
|                   | Ricardo Ribas             | Portugal        | DNF             |                      |
|                   | Marius Ionescu            | Roménia         | DNF             |                      |
|                   | Anuradha Indrajith Cooray | Sri Lanka       | DNF             |                      |
|                   | Ercan Muslu               | Turquia         | DNF             |                      |
|                   | Nicolás Cuestas           | Uruguai         | DNF             |                      |
|                   | Anguelmis Rojas           | Uruguai         | DNF             |                      |
|                   | Cuthbert Nyasango         | Zimbabwe        | DNF             |                      |
|                   | Lusapho April             | África do Sul   | DNS             |                      |
|                   | Mumin Gala                | Djibuti         | DNS             |                      |

Legenda
| Recorde mundial       | Recorde mundial (World record)               |                       | Recorde africano                      | Recorde africano (African) |                                           | Q | Classificado por posição (Qualified) |
| Recorde do campeonato | Recorde do campeonato (Championship record)  | Recorde da América    | Recorde da América (Americas)         | q                          | Classificado por melhor tempo (Qualified) |   |                                      |
| Melhor marca do ano   | Melhor marca do ano (World leading)          | Recorde asiático      | Recorde asiático (Asian)              | DNS                        | Não largou (Did not start)                |   |                                      |
| Recorde nacional      | Recorde nacional (National record)           | Recorde europeu       | Recorde europeu (European)            | DNF                        | Não terminou (Did not finish)             |   |                                      |
| Recorde pessoal       | Recorde pessoal do atleta (Personal best)    | Recorde da Oceania    | Recorde da Oceania (Oceania)          | DSQ / DQ                   | Desclassificado (Disqualified)            |   |                                      |
| Recorde da temporada  | Recorde da temporada do atleta (Season best) | Recorde sul-americano | Recorde sul-americano (South America) | NM                         | Sem marca (No mark)                       |   |                                      |